# Neoscona polyspinipes
Neoscona polyspinipes är en spindelart som beskrevs av Yin et al. 1990. Neoscona polyspinipes ingår i släktet Neoscona och familjen hjulspindlar. Inga underarter finns listade i Catalogue of Life.